# Districtul Honaïne
Honaïne este un district din provincia Tlemcen, Algeria.